# Кубок світу з біатлону 2015—2016 — етап 4
Четвертий етап Кубка світу з біатлону 2015—16 відбувся в Рупольдінгу, Німеччина, з 8 по 10 січня 2016 року. До програми етапу включено 6 гонок: спринт,  гонка переслідування та мас-старт у чоловіків та жінок.
Початково четвертий етап Кубка світу мав проходити в Обергофі, однак, через відсутність там снігу змагання  були перенесені до Рупольдінгу. Також зазнали змін часові рамки четвертого етапу: замість чотирьох днів (7 — 10 січня), було вирішено скоротити програму до трьох (8 — 10 січня).

## Гонки
Розклад гонок наведено нижче.
| Дата     | Час       | Гонка                            |
| -------- | --------- | -------------------------------- |
| 8 січня  | 11:45 CET | Чоловіки, спринт на 10 км        |
| 8 січня  | 14:30 CET | Жінки, спринт на 7,5 км          |
| 9 січня  | 12:45 CET | Чоловіки, переслідування 12,5 км |
| 9 січня  | 15:15 CET | Жінки, переслідування 10 км      |
| 10 січня | 12:15 CET | Чоловіки, мас-старт на 15 км     |
| 10 січня | 14:45 CET | Жінки, мас-старт на 12,5 км      |

### Чоловіки
| Гонка:                                                                        | Золото:                     | Час               | Срібло:                | Час             | Бронза:                       | Час             |
| Спринт 10 км Протокол [Архівовано 14 січня 2016 у Wayback Machine.]           | Йоганес Тінгнес Бо Норвегія | 21:57.5 (0+0)     | Тар'є Бо Норвегія      | +3.0 (0+0)      | Еміль Хегле Свендсен Норвегія | +7.6 (0+0)      |
| Переслідування 12,5 км Протокол [Архівовано 12 січня 2016 у Wayback Machine.] | Сімон Едер Австрія          | 33:19.1 (1+0+0+0) | Мартен Фуркад Франція  | +4.2 (0+0+1+1)  | Міхал Шлезінгр Чехія          | +5.1 (0+0+0+0)  |
| Мас-старт, 15 км Протокол [Архівовано 31 січня 2016 у Wayback Machine.]       | Мартен Фуркад Франція       | 34:07.2 (0+1+0+0) | Ондржей Моравець Чехія | +13.7 (0+0+0+0) | Тар'є Бо Норвегія             | +29.7 (2+0+1+0) |

### Жінки
| Гонка:                                                                      | Золото:                         | Час               | Срібло:                  | Час             | Бронза:                    | Час             |
| Спринт 7,5 км Протокол [Архівовано 11 січня 2016 у Wayback Machine.]        | Франціска Гільдебранд Німеччина | 19:46.5 (0+0)     | Габріела Соукалова Чехія | +0.3 (0+0)      | Кайса Мякяряйнен Фінляндія | +2.3 (0+0)      |
| Переслідування 10 км Протокол [Архівовано 12 січня 2016 у Wayback Machine.] | Лаура Дальмаєр Німеччина        | 32:35.9 (0+0+1+0) | Габріела Соукалова Чехія | +7.3 (0+0+0+1)  | Доротея Вірер Італія       | +53.6 (0+1+0+1) |
| Мас-старт 12,5 км Протокол [Архівовано 31 січня 2016 у Wayback Machine.]    | Лаура Дальмаєр Німеччина        | 33:17.7 (0+0+0+0) | Марі Дорен-Абер Франція  | +15.3 (1+0+0+0) | Тіріл Екгофф Норвегія      | +21.9 (0+0+1+1) |

## Досягнення
Перша перемога на етапах Кубка світу
Найкращий виступ за кар'єру
|  |  |

Перша гонка в Кубку світу
|  |  |